# Xã Gerrish, Michigan
Xã Gerrish (tiếng Anh: Gerrish Township) là một xã thuộc quận Roscommon, tiểu bang Michigan, Hoa Kỳ. Năm 2010, dân số của xã này là 2.993 người.